# Un baión Tour
Es la cuarta gira que realizó la banda de rock argentino Patricio Rey y sus Redonditos de Ricota. Comenzó el 13 de mayo de 1988 y terminó el 30 de septiembre de 1989. Se realizó para presentar su tercer disco de estudio Un baión para el ojo idiota. Se realizó la presentación en 5 funciones consecutivas en el Teatro Bambalinas, para luego seguir por otros puntos de la Argentina. Casi sobre el final, la banda se encontró grabando su cuarto disco, el sucesor de éste. Uno de los shows de esta gira se dio en coincidencia con el recital de Soda Stereo en el estadio Obras para la presentación de su cuarto disco. Además dieron shows en Uruguay, y luego de finalizar la gira, la banda sacó a las bateas su cuarta producción discográfica, que se llama ¡Bang! ¡Bang! Estás liquidado.

## Lanzamiento del disco y gira

### 1988
En mayo sale este disco, que se titula Un baión para el ojo idiota. El disco consta de 8 temas. Los hits son Masacre en el puticlub, Todo un palo y otros más. El primer tema de este álbum posee influencias de The Beatles, más exactamente de su tema Honey Pie. La portada fue hecha por Rocambole. Contiene un muñeco con un chupete puesto, y un perro mirándolo. Fue presentado en vivo durante 4 noches consecutivas en el Teatro Bambalinas los días 13, 14, 21 y 28 de mayo. Se agregó una nueva función para el 4 de junio.  El 11 de junio hicieron lo suyo con un concierto en el Salón Cervecero de Quilmes. Justo Rata Blanca hizo lo suyo en el estadio Obras en la primera edición del Halley en Obras. El 19 de junio tocaron en Airport Discotheque, en coincidencia con Divididos en City Pop. El 2 de julio vuelven a Cemento, y luego, el 9 de julio, la banda dio un concierto en el Teatro Tronador de Mar del Plata, en el Día de la Independencia. Luego participan de dos programas radiales los días 10 y 24 de julio. El 30 de julio tocaron nuevamente en la discoteca Cemento. El 13 de agosto tocaron en el Estadio Atenas. El 27 de agosto dan otro concierto en Cemento, mientras que el 3 de septiembre suman otro concierto en el Estadio Atenas. El 10 de septiembre tocan en Garage Zárate, y una semana después regresaron a Quilmes, en un concierto que tuvo lugar en el Estadio Chico el 17 de septiembre. El 24 de septiembre volvieron otra vez en su gira a Cemento. El 3 de octubre vuelven al Garage Zárate, y el 8 de octubre tocaron en La Rockola. Tiempo después, la banda tocó nuevamente en Airport. El recital tuvo lugar el 21 de octubre. El 29 de octubre vuelven otra vez a Cemento. El 5 de noviembre tocaron en Casa Suiza, y el 12 de noviembre vuelven al Estadio Chico. Su última visita había sido en septiembre. Vuelven a tocar en Airport el 25 de noviembre, y luego despiden el año con shows en Cemento, Garage La Plata, el Teatro La Tienda y otra vez Cemento. El show del 3 de diciembre coincidió con el concierto de Soda Stereo en el estadio Obras, cuando ellos presentaron su cuarto disco de estudio titulado Doble vida.

### 1989
Comienzan un nuevo año tocando el 26 de enero en la Asociación Española y en Airport el 27 de enero. El 25 de febrero, en un nuevo aniversario del nacimiento del General José de San Martín, la banda regresó a Cemento, para luego dar otro recital en Airport el 31 de marzo, en donde estrenan Nuestro amo juega al esclavo. Vuelven a Cemento el 15 de abril, para después tocar por primera vez en Skylab el 21 de abril. Allí tocarían La Renga y Rata Blanca en 1994, 1995 y 2014 respectivamente. El 5 de mayo dan otro show en Airport, mientras que el 16 y 17 de junio hacen dos presentaciones en Halley. El 24 de junio, la banda ofrece un concierto en el estadio Polideportivo de Gimnasia, a 54 años de la muerte de Carlos Gardel. El sonido del recital se vio perjudicado, pero esto no impidió que la banda lo desarrollara. Allí estrenan otro tema nuevo, que lleva por título Héroe del whisky, y otro titulado Un pacman en el Savoy. Sobre el final del concierto, un fan se sube al escenario y desconecta los cables, provocando ataques de furia en Skay Beilinson y el Indio Solari. Ocurrió en la interpretación de su canción Todo preso es político. El 7 de julio vuelven otra vez a Skylab, donde tocan los temas estrenados en otros shows anteriores. El 14 y 15 de julio tocaron en La Cúpula de Temperley. Luego dan dos shows en Uruguay, que se desarrollaron en el Palacio Peñarol y en Laskina Pub el 22 y 23 de julio, y luego participaron del programa radial Frecuencia Libre. El 28 de julio vuelven a la Argentina para dar un concierto en Pinar de Rocha, discoteca situada en Villa Sarmiento, donde Rata Blanca haría lo suyo el 4 de marzo de 2016 para la presentación de Tormenta eléctrica, y repetirían en 2017. El 19 de agosto, la banda tocó en el Teatro Radio City, donde Rata Blanca haría lo propio 13 años más tarde. Al día siguiente tocan por primera vez en Tandil, en un concierto que se desarrolló en el Teatro Estrada. Después realizaron otro show el 21 de agosto, pero con muy poca promoción. El 26 y 27 de agosto hacen un doblete en Satisfaction Pub, en donde tocó Divididos para la presentación de 40 dibujos ahí en el piso el día 9 de septiembre. Allí tocarían Hermética y Pappo. El 9 de septiembre, la banda toca en la discoteca Sobredosis de Ramallo, y justamente tocó Divididos en Satisfaction en su Tour 40 dibujos. 20 días después, vuelven a la discoteca Satisfaction, y se agrega una nueva función para la fecha siguiente.

## Setlist
Representa la misa del 28 de mayo de 1988 en el Teatro Bambalinas
1. "Un tal Brigitte Bardot"
2. "Ñam fri frufi fali fru"
3. "Aquella solitaria vaca cubana"
4. "Rock para los dientes"
5. "Masacre en el puticlub"
6. "La parabellum del buen psicópata"
7. "La bestia pop"
8. "Yo no me caí del cielo"
9. "Todo un palo"
10. "Nene nena
11. "Vencedores vencidos"
12. "¿Qué haré?" (monólogo de Enrique Symns)
13. "Ella debe estar tan linda"
14. "Nadie es perfecto"
15. "Todo preso es político"
16. "Noticias de ayer"
17. "Vamos las bandas"
18. "Divina TV Führer"
19. "Ya nadie va a escuchar tu remera"
20. "Ji ji ji"

## Conciertos
| Fecha                    | Ciudad          | País      | Recinto                                      |
| ------------------------ | --------------- | --------- | -------------------------------------------- |
| América del Sur          |                 |           |                                              |
| 13 de mayo de 1988       | Buenos Aires    | Argentina | Teatro Bambalinas                            |
| 14 de mayo de 1988       | Buenos Aires    | Argentina | Teatro Bambalinas                            |
| 21 de mayo de 1988       | Buenos Aires    | Argentina | Teatro Bambalinas                            |
| 28 de mayo de 1988       | Buenos Aires    | Argentina | Teatro Bambalinas                            |
| 4 de junio de 1988       | Buenos Aires    | Argentina | Teatro Bambalinas                            |
| 11 de junio de 1988      | Quilmes         | Argentina | Salón Cervecero                              |
| 19 de junio de 1988      | Buenos Aires    | Argentina | Airport Discotheque                          |
| 2 de julio de 1988       | Buenos Aires    | Argentina | Cemento                                      |
| 9 de julio de 1988       | Mar del Plata   | Argentina | Teatro Tronador                              |
| 10 de julio de 1988      | Buenos Aires    | Argentina | Programa "La música y la cultura del hombre" |
| 24 de julio de 1988      | Buenos Aires    | Argentina | Programa "Por amor al arte"                  |
| 30 de julio de 1988      | Buenos Aires    | Argentina | Cemento                                      |
| 13 de agosto de 1988     | La Plata        | Argentina | Estadio Atenas                               |
| 27 de agosto de 1988     | Buenos Aires    | Argentina | Cemento                                      |
| 3 de septiembre de 1988  | La Plata        | Argentina | Estadio Atenas                               |
| 10 de septiembre de 1988 | Zárate          | Argentina | Garage Zárate                                |
| 17 de septiembre de 1988 | Quilmes         | Argentina | Estadio Chico                                |
| 24 de septiembre de 1988 | Buenos Aires    | Argentina | Cemento                                      |
| 3 de octubre de 1988     | La Plata        | Argentina | Garage Zárate                                |
| 8 de octubre de 1988     | Buenos Aires    | Argentina | La Rockola                                   |
| 21 de octubre de 1988    | Buenos Aires    | Argentina | Airport Discotheque                          |
| 29 de octubre de 1988    | Buenos Aires    | Argentina | Cemento                                      |
| 5 de noviembre de 1988   | Buenos Aires    | Argentina | Casa Suiza                                   |
| 12 de noviembre de 1988  | Quilmes         | Argentina | Estadio Chico                                |
| 25 de noviembre de 1988  | Buenos Aires    | Argentina | Airport Discotheque                          |
| 3 de diciembre de 1988   | Buenos Aires    | Argentina | Cemento                                      |
| 8 de diciembre de 1988   | La Plata        | Argentina | Garage Zárate                                |
| 16 de diciembre de 1988  | Buenos Aires    | Argentina | Teatro La Tienda                             |
| 23 de diciembre de 1988  | Buenos Aires    | Argentina | Cemento                                      |
| 26 de enero de 1989      | Córdoba         | Argentina | Asociación Española                          |
| 27 de enero de 1989      | Buenos Aires    | Argentina | Airport Discotheque                          |
| 25 de febrero de 1989    | Buenos Aires    | Argentina | Cemento                                      |
| 31 de marzo de 1989      | Buenos Aires    | Argentina | Airport Discotheque                          |
| 15 de abril de 1989      | Buenos Aires    | Argentina | Cemento                                      |
| 21 de abril de 1989      | San Justo       | Argentina | Skylab                                       |
| 5 de mayo de 1989        | Buenos Aires    | Argentina | Airport Discotheque                          |
| 16 de junio de 1989      | Buenos Aires    | Argentina | Halley Discotheque                           |
| 17 de junio de 1989      | Buenos Aires    | Argentina | Halley Discotheque                           |
| 24 de junio de 1989      | La Plata        | Argentina | Polideportivo Gimnasia y Esgrima             |
| 7 de julio de 1989       | San Justo       | Argentina | Skylab                                       |
| 14 de julio de 1989      | Temperley       | Argentina | La Cúpula                                    |
| 15 de julio de 1989      | Temperley       | Argentina | La Cúpula                                    |
| 22 de julio de 1989      | Montevideo      | Uruguay   | Palacio Peñarol                              |
| 23 de julio de 1989      | Montevideo      | Uruguay   | Laskina Pub                                  |
| 24 de julio de 1989      | Montevideo      | Uruguay   | Programa radial Frecuencia Libre             |
| 28 de julio de 1989      | Villa Sarmiento | Argentina | Pinar de Rocha                               |
| 19 de agosto de 1989     | Mar del Plata   | Argentina | Teatro Radio City                            |
| 20 de agosto de 1989     | Tandil          | Argentina | Teatro Estrada                               |
| 21 de agosto de 1989     | Tandil          | Argentina | Teatro Estrada                               |
| 26 de agosto de 1989     | Buenos Aires    | Argentina | Satisfaction Pub                             |
| 27 de agosto de 1989     | Buenos Aires    | Argentina | Satisfaction Pub                             |
| 9 de septiembre de 1989  | Ramallo         | Argentina | Sobredosis Disco                             |
| 29 de septiembre de 1989 | Buenos Aires    | Argentina | Satisfaction Pub                             |
| 30 de septiembre de 1989 | Buenos Aires    | Argentina | Satisfaction Pub                             |

## Formación durante la gira
- Indio Solari - Voz
- Skay Beilinson - Guitarra eléctrica
- Semilla Bucciarelli - Bajo
- Walter Sidotti - Batería
- Sergio Dawi - Saxo

## Músicos de apoyo
- Fernando Marrone - Batería en dos shows

## Músicos invitados
- Gonzalo "Ajo" Núñez - Guitarra en el concierto en Uruguay
- Carlos Daniel Lastra - Saxofón en el concierto en Uruguay
- Rick Anna - Teclados en los conciertos en Buenos Aires
- Willy Crook - Saxofón en los conciertos en Buenos Aires
- Enrique Symns - Monólogos
- Gonzalo Palacios - Saxofón en los conciertos en Buenos Aires